# Vallerotonda
Vallerotonda est une commune de la province de Frosinone dans le Latium en Italie.

## Administration
| Période                                  | Période  | Identité          | Étiquette | Qualité |
| ---------------------------------------- | -------- | ----------------- | --------- | ------- |
| 14 juin 2004                             | En cours | Giovanni Rongione |           |         |
| Les données manquantes sont à compléter. |          |                   |           |         |

### Hameaux
Valvori, Cerreto, Cardito

#### Cardito
Le hameau de Cardito est subdivisé en plusieurs « zones » et se trouve à une altitude de 1 000 m. Il a la particularité d’avoir une grande superficie et une densité faible. Il appartient au Parc national des Abruzzes, la plus grande réserve naturelle italienne.
Cardito est peut-être l’agglomération la plus ancienne. C’est là où peut être située l’antique Aquilonia – place forte militaire samnite – détruite par les Romains au cours pendant la dernière guerre samnite.
Lors des attaques sarrasines, les habitants avaient trouvé refuge sur les hauteurs, dans la montagne : il vecchio Cardito (le vieux Cardito). L’accès en est connu uniquement des bergers et des « anciens » locaux. Les sarrasins bâtirent leur propre village, appelé San Biaggio Saracinisco. Seule l'église est un vestige de cette époque
Le hameau de Cardito a été détruit dans le passé par les tremblements de terre de 1300 et de 1550. Il a subi de graves destructions (95 %) durant la Seconde Guerre mondiale et a payé un très lourd tribut de sang : le 28 décembre 1943, les soldats de l’armée allemande fusillèrent 42 civils innocents en majorité des femmes et des enfants. Un mémorial, le « sacrario de Collelungo » commémore le massacre de Collelungo (à proximité de Cardito) sur le lieu même de la tuerie.
Le lac Selva, situé sur le territoire de Cardito est un bassin artificiel servant à l’alimentation des centrales hydroélectriques d’Enel de Grotta Campanaro et de Cassino. Il a une capacité de 2 millions de mètres cubes. Le lac et son pourtour convient parfaitement aux activités sportives comme la pêche, le canoë, le vol en parapente et les randonnées en VTT. Depuis quelques années un projet de mise en valeur environnemental concerne la réalisation de structures d’accueil pour permettre d’augmenter l’afflux de visiteurs.
À Cardito, les carditianni (nom donné aux habitants de Cardito) utilisent des termes français  en raison de la forte émigration en France durant la première moitié du XXe siècle.
À la fin du mois d’août, ont lieu les traditionnels feux d’artifice et la procession de la Madonna di Canneto. À cette occasion, plats traditionnels de Polenta salsicce.

### Communes limitrophes
Acquafondata, Cervaro, Filignano, Rocchetta a Volturno, San Biagio Saracinisco, Sant'Elia Fiumerapido, Viticuso